# バリー・プリマス
バリー・プリマス（Barry Primus,  1938年2月16日 - ）は、アメリカ合衆国の俳優、映画監督。ニューヨーク出身。
映画ではロバート・デ・ニーロ出演作品への出演が多い。
俳優のほかに映画監督・プロデューサーとしても活動しており、ロバート・デ・ニーロが出演した『ミストレス』などを手がけている。

## 主な出演作品

### 映画
- 暗殺 Brotherhood (1968)
- ルーという女 Puzzle of a Downfall Child (1970)
- レッド・バロン Von Richthofen and Brown (1971)
- 明日に処刑を… Boxcar Bertha (1972)
- 炎のいけにえ Autopsy (1974)
- ニューヨーク・ニューヨーク New York, New York (1977)
- アバランチ/白銀の恐怖 Avalanche (1978)
- ローズ The Rose (1979)
- 愛と哀しみのボレロ Les Uns et les Autres (1981)
- スクープ 悪意の不在 Absence of Malice (1981)
- ザ・リバー The River (1984)
- ビバリーヒルズ・バム Down and Out in Beverly Hills (1986)
- ジェイク・スピード/熱砂の大冒険 Jake Speed (1986)
- スペースキャンプ SpaceCamp (1986)
- ビッグ・ビジネス Big Business (1988)
- ジャングル・ウーマン/それ行け男(めん)喰い族 Cannibal Women in the Avocado Jungle of Death (1989)
- 愛に渇いて Denial (1990)
- 真実の瞬間 Guilty by Suspicion  (1991)
- ナイト・アンド・ザ・シティ Night and the City (1992)
- ブラック&ホワイト Black & White (1999)
- 15ミニッツ 15 Minutes (2001)
- DEAN/ディーン James Dean (2001) テレビ映画
- 海辺の家 Life as a House (2001)
- ボーダー Righteous Kill (2008)
- アメリカン・ハッスル American Hustle (2013)
- リベンジ・マッチ Grudge Match (2013)

### テレビドラマ
- 女刑事キャグニー&レイシー Cagney and Lacey (1982-1985)
- ジェシカおばさんの事件簿 Murder, She Wrote (1986)
- マイアミ・バイス Miami Vice (1988)
- 21ジャンプストリート 21 Jump Street (1989)
- 刑事ハンター Hunter (1990)
- ロー&オーダー Law & Order (1993)
- Xファイル The X-Files (1993) シーズン1第6話「影」
- ピケット・フェンス Picket Fences (1994)
- L.A.ロー 七人の弁護士 L.A. Law (1994)
- ザ・プラクティス ボストン弁護士ファイル The Practice (1998)
- プロビデンス Providence (2000)
- アーリス Arli$$ (2002)
- ボストン・リーガル Boston Legal (2007)

## 監督
- ミストレス Mistress (1992) 脚本・製作も

## 製作
- ターミナルフォース/叛逆のサイバーコップ T-Force (1994)